# 趙・匈奴の戦い
趙・匈奴の戦い（ちょう・きょうどのたたかい）は、紀元前245年に趙の名将の李牧が匈奴の大軍に大勝した戦い。

## 背景
趙の孝成王の時代、趙の北方の代・雁門に駐屯する国境軍の長官で、国境防衛のために独自の地方軍政を許され、匈奴に対して備える任に李牧がついていた。匈奴の執拗な攻撃に対しては徹底的な防衛・篭城の戦法を採ることで、大きな損害を受けずに安定的に国境を守備していた。兵達には「匈奴が略奪に入ったら、すぐに籠城して安全を確保すること。あえて討って出た者は斬首に処す」と厳命していたからである。
そのやり方は匈奴だけでなく、趙兵にさえも臆病者であると思われてしまうこととなる。趙王は李牧のやり方を不満に思い責めたが、李牧はこれを改めなかったので任を解かれた。
李牧の後任者は匈奴に討って出たが、被害が増大し、国境は侵された。そのため趙王は過ちに気付き、李牧に任を請うたが、李牧は門を閉じて外に出ず、病と称して固辞した。それでも将軍に起用されたので、李牧は「王がどうしても私を将軍にしたければ、前の方針を変えないようにさせて下さい」と言い、これを許された。そして李牧は元通り、国境防衛の任に復帰することになった。

## 戦争
匈奴の小隊が偵察に来た時、李牧は数千人を置き去りにして偽装の敗退を行い、わざと家畜を略奪させた。これに味をしめた匈奴の単于が大軍の指揮を執ってやってきたが、李牧は伏兵を置き、左右の遊撃部隊で巧みに挟撃して匈奴軍を討った。結果、匈奴は十余万の騎兵を失うという大敗北に終わった。

## 影響
さらに、李牧はさらに襜襤（せんらん）を滅ぼし、東胡を破り、林胡を降した。匈奴はその後十余年は趙の北方を越境して来なくなった。そのため、李牧は紀元前243年、悼襄王の命で燕を討ち、武遂や方城などに侵攻した。